# Frühlings-Hungerblümchen
Das Frühlings-Hungerblümchen (Draba verna, Syn.: Erophila verna), auch kurz Hungerblümchen, ist die in Mitteleuropa häufigste Pflanzenart einer den Kreuzblütengewächsen (Brassicaceae) angehörigen Artengruppe, die in Mitteleuropa drei Sippen umfasst. Es blüht vorwiegend von März bis Mai. Es ist einer der unauffälligsten und kurzlebigsten Winzlinge unter den mitteleuropäischen Blütenpflanzen.

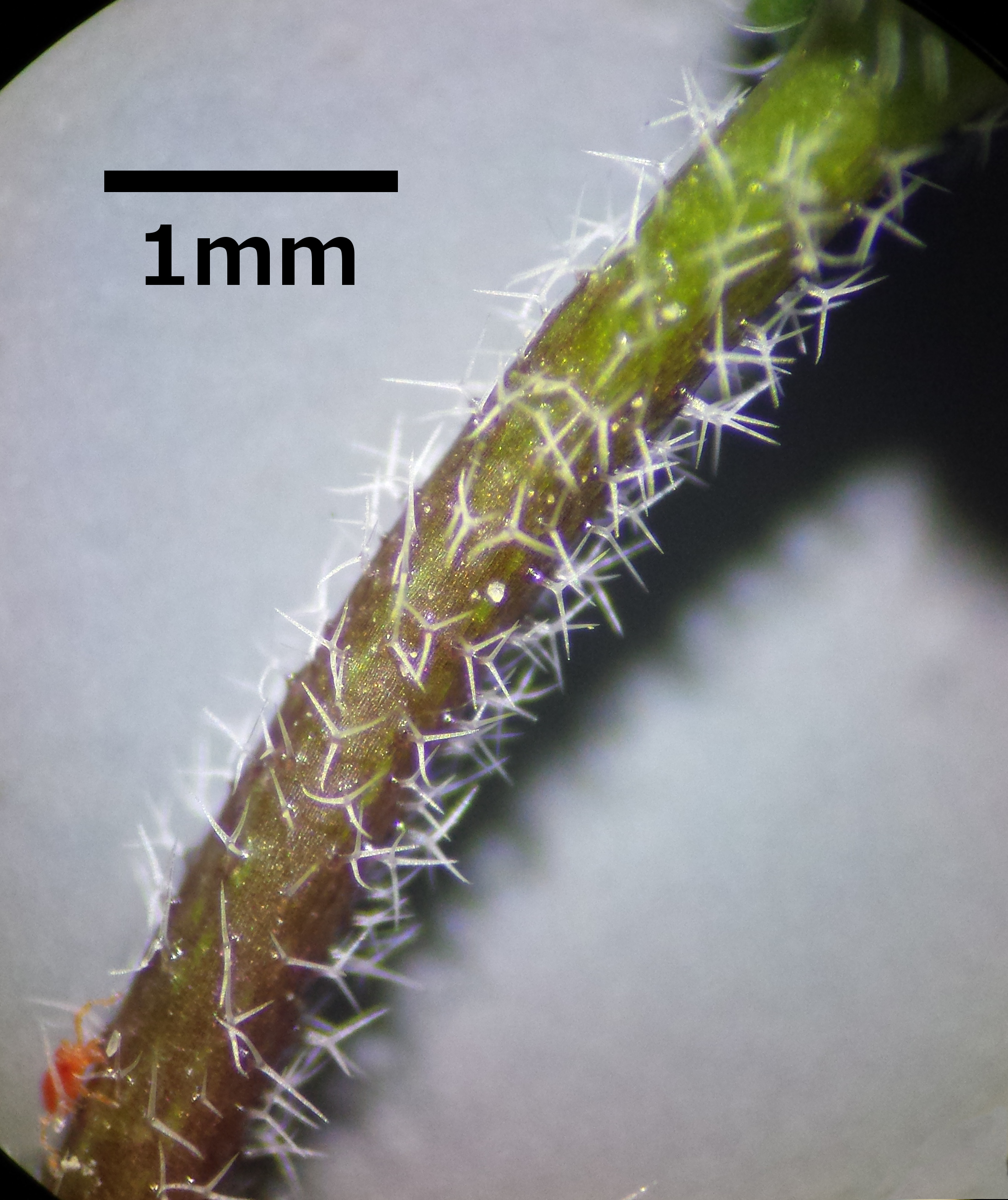
Stängel mit verzweigten Haaren

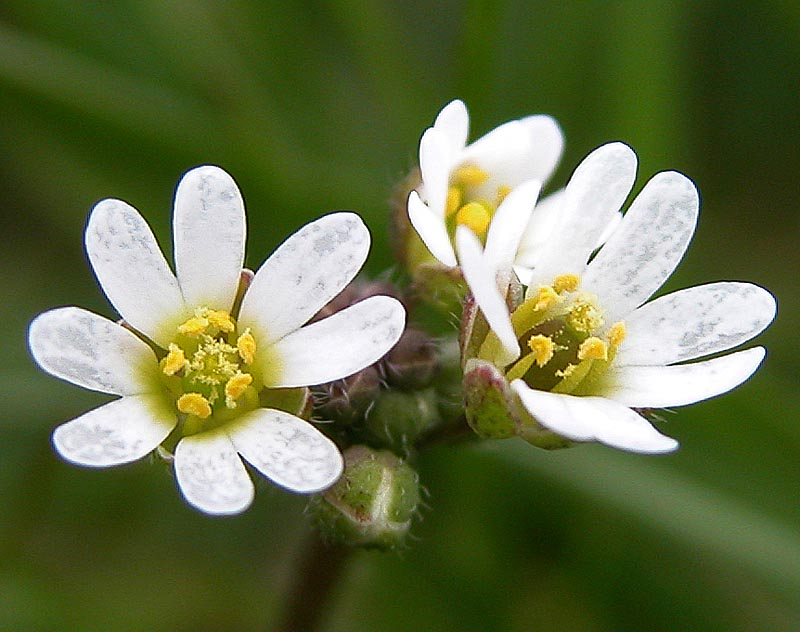
Blüten – Detailansicht

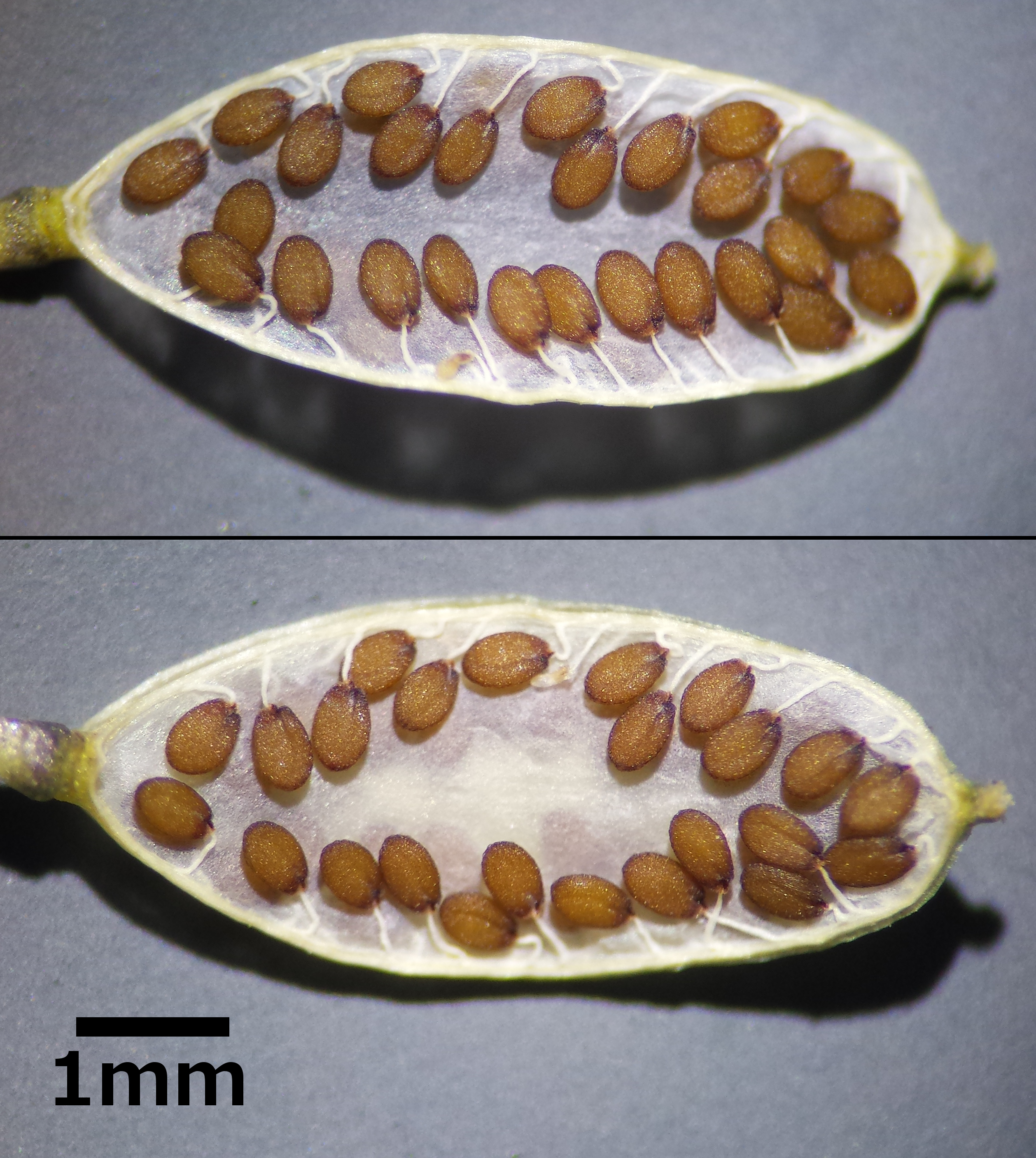
Geöffnete Schötchen mit Samen

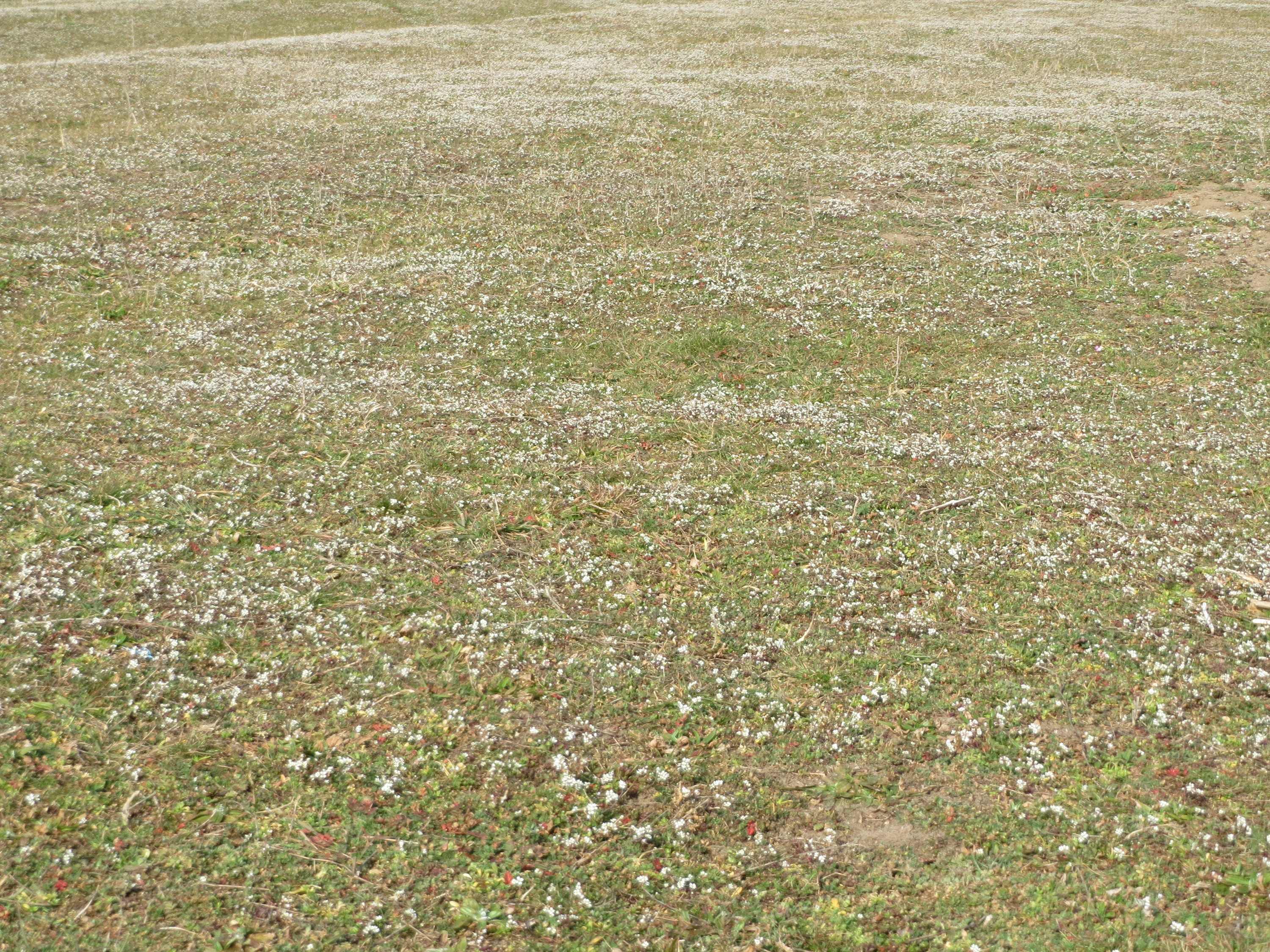
Im Frühling überzieht das Hungerblümchen Magerwiesen mit einem weißen Flaum

## Beschreibung
Die einjährige krautige Pflanze erreicht eine Wuchshöhe von 2 bis 25 cm. Der Stängel wächst meist aufrecht, ist unverzweigt, am Grund behaart und im oberen Teil kahl. Die Laubblätter sind sämtlich grundständig und rosettig angeordnet und verkehrt-eiförmig bis lanzettlich. Auf der Oberseite und am Rand besitzen sie verzweigte oder einfache Haare.
Die Blüten sitzen in einer zuerst dichten, später locker werdenden, armblütigen Traube. Die Kelchblätter besitzen anfangs wenige, einfache Haare, später verkahlen sie zunehmend. Sie sind breit eiförmig, grün, schmal weiß hautrandig und etwa 1,5 bis 2,5 mm lang. Die Kronblätter sind meist weiß, selten auch etwas rötlich gefärbt, etwa 2 bis 5 mm lang und zweispaltig. Die Fruchtstiele besitzen eine Länge von etwa 5 bis 25 mm. Die Schötchen sind breit elliptisch bis fast kreisrund, kahl, 3 bis 11 mm lang und stehen in der Regel aufrecht ab. Sie enthalten meist 15 bis 35 etwa 0,5 mm lange Samen.
Die Chromosomenzahl beträgt 14, 16, 20, 24, 28, 30, 32, 34, 36, 38, 40, 52, 54, 58, 60 oder 64.

## Ökologie
Das Frühlings-Hungerblümchen ist ein Therophyt, eine winterannuelle Rosettenpflanze und ein Flachwurzler.
Die Blüten sind unscheinbare „Nektar führende Scheibenblumen“. Der Insektenbesuch ist spärlich; Wildbienen kommen als Bestäuber vor. Selbstbestäubung ist dagegen häufig und wird durch Schließen der Blüten während der Nacht und bei Regen gefördert. Blütezeit ist vorwiegend von März bis Mai.
Die Windausbreitung der Samen erfolgt aufgrund des elastischen, nach der Blüte verlängerten Fruchtstängels und der als Windfang dienenden falschen Scheidewand der Schötchen. Die nur 0,01 mg schweren Samen verbreiten sich als Körnchenflieger, daneben als Regenschwemmlinge und als Tierstreuer.

## Vorkommen

### Allgemeine Verbreitung
Die Art im weiteren Sinne ist in ganz Europa und Asien verbreitet. Die Verbreitung der Kleinarten ist noch ungenügend geklärt. Es scheint, als sei Draba spathulata ebenso in Eurasien verbreitet, während Draba praecox vom Mittelmeergebiet bis Innerasien und in Mitteleuropa vorkommt. Die Artengruppe des Frühlings-Hungerblümchens steigt in Graubünden bis 1600 Meter und im Kanton Wallis bis 2300 Meter Meereshöhe auf.

### Verbreitung in Österreich
Für Österreich wurden traditionell die drei Kleinarten Draba verna s. str., Draba spathulata und Draba praecox angegeben. Neuere Untersuchungen zeigen jedoch, dass diese Art sehr polymorph ist und sich Unterarten schwer voneinander abgrenzen lassen. Die Unterscheidung bzw. die angegebenen Merkmale stammen von Beobachtungen in Nordwesteuropa und treffen in Mitteleuropa wenig zu. Daher wird nun auf eine Untergliederung verzichtet. Das Hungerblümchen (Draba verna s. lat.) tritt in allen Bundesländern häufig bis zerstreut auf sandigen und kiesigen Ruderalstellen, lückigen Trockenrasen, Äckern und oft auf Brandstellen in der collinen bis in die subalpine Höhenstufe hinein auf.

### Verbreitung in der Schweiz
In der Schweiz wird Draba verna s. str. als verbreitet und Draba praecox als „nicht häufig“ angegeben.

### Verbreitung in Deutschland
Über die Verbreitung der einzelnen Kleinarten ist nur Ungenaues bekannt. So scheint Draba praecox selten vorzukommen, während die beiden anderen Kleinarten mehr oder weniger verbreitet sind.

### Standortansprüche und Vergesellschaftung
Das Frühlings-Hungerblümchen ist lichtliebend und wächst auf mageren, trockenen Standorten. Es bevorzugt sandige, kiesige, offene Bodenflächen an Wegrändern, in Kiesgruben, Steinbrüchen und auch in Äckern. Es kommt in Mitteleuropa vor allem vor in Gesellschaften der Klasse Sedo-Scleranthetea, kommt aber auch in Ackerunkrautgesellschaften etwa im Papaveretum argemone oder im Setario-Galinsogetum vor.
Die ökologischen Zeigerwerte nach Landolt & al. 2010 sind in der Schweiz: Feuchtezahl F = 2+ (frisch), Lichtzahl L = 4 (hell), Reaktionszahl R = 3 (schwach sauer bis neutral), Temperaturzahl T = 4 (kollin), Nährstoffzahl N = 2 (nährstoffarm), Kontinentalitätszahl K = 4 (subkontinental).

## Systematik

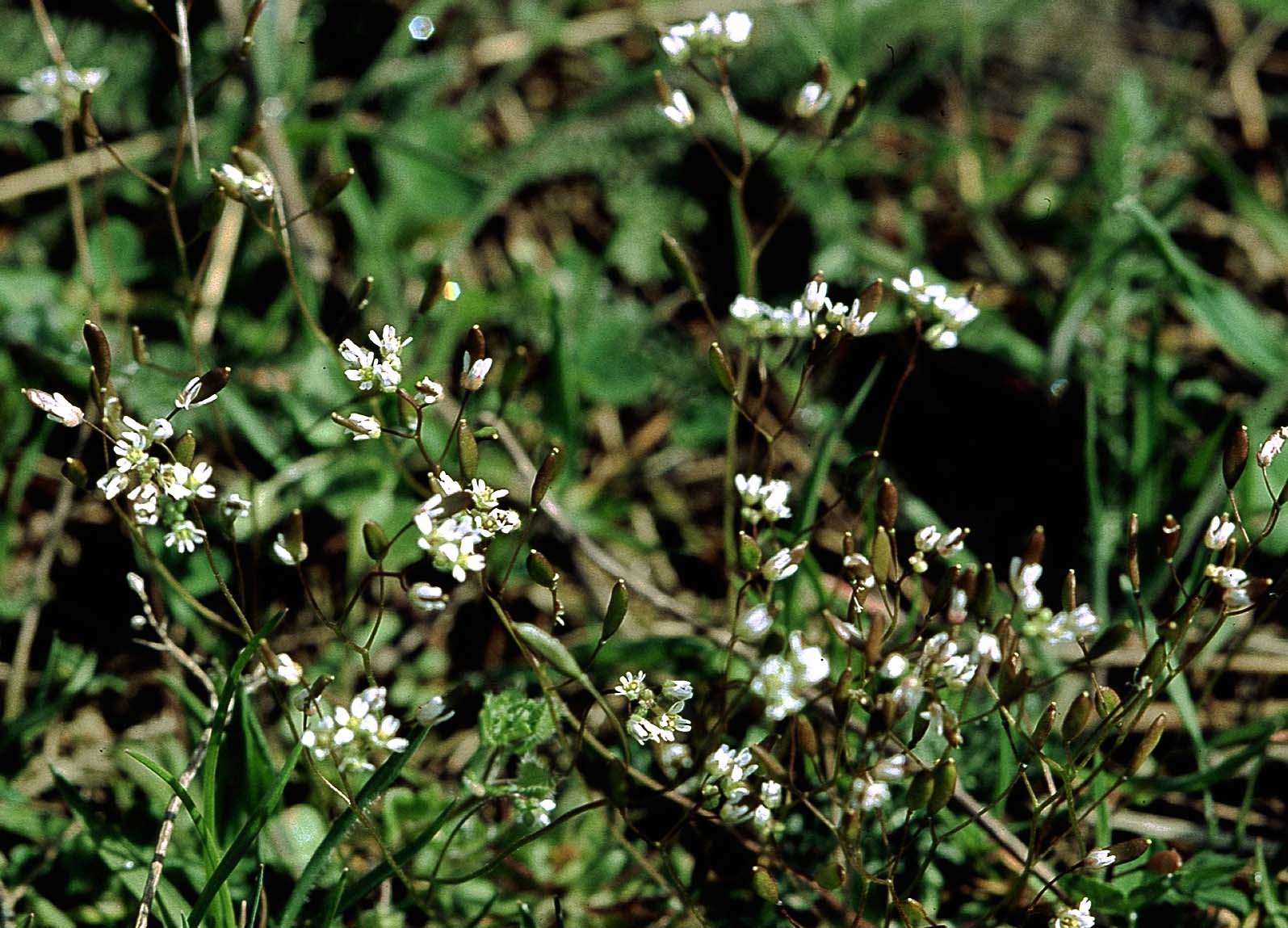
Frühlings-Hungerblümchen (Draba verna s. str.)

Das Frühlings-Hungerblümchen wurde 1753 von Carl von Linné in Species Plantarum als Draba verna erstveröffentlicht. François Fulgis Chevallier stellte es 1828 als Erophila verna (L.) Chevall. in die Gattung Erophila DC. Molekularphylogenetische Untersuchungen führten zum Einschluss der Gattung Erophila in Draba.
Die Artengruppe um das Frühlings-Hungerblümchen ist sehr formenreich und wird in der Regel auf morphologischer Grundlage in Kleinarten bzw. Unterarten geteilt, von denen in Mitteleuropa drei vorkommen.
Diese besitzen folgende Kennzeichen:
- Frühlings-Hungerblümchen im engeren Sinne, auch als Schmalfrucht-Hungerblümchen bezeichnet (Draba verna L. s. str., Syn.: Erophila verna (L.) Chevall. subsp. verna):

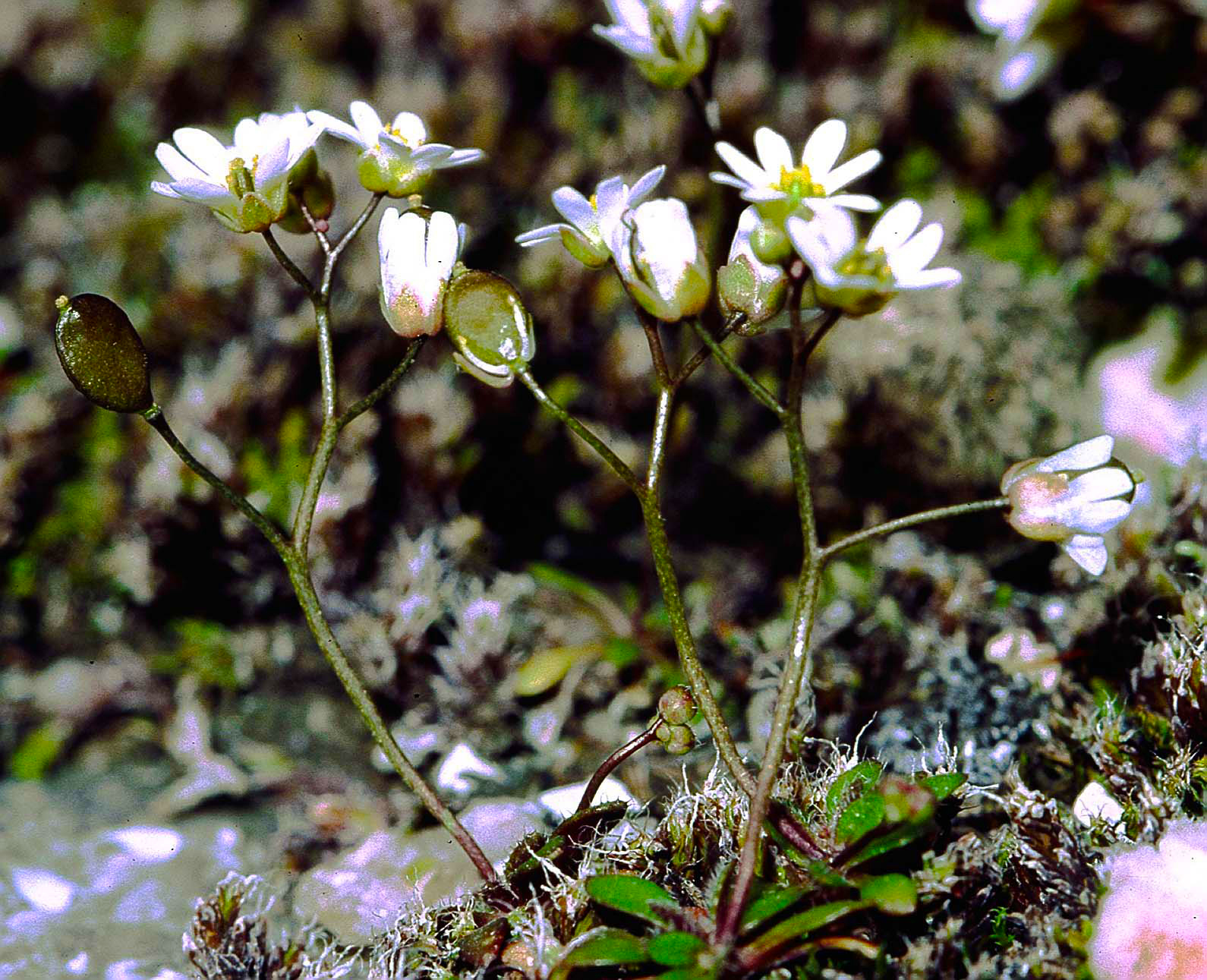
Eifrucht-Hungerblümchen (Draba praecox)

Die Laubblätter besitzen feine Gabel- und Sternhaare und meist keine einfachen Haare. Die Staubbeutel der längeren Staubblätter erreichen oder überragen die Narben. Die Schötchen sind stumpf oder spitz, am Grund gleichmäßig gerundet und etwa 2,5- bis 5-mal so lang wie breit.
- Rundfrüchtiges Hungerblümchen oder Spatel-Hungerblümchen (Draba spathulata (Láng) Sadler,[10]  Syn.: Draba verna subsp. spathulata (Láng) Rouy & Foucaud, Erophila verna subsp. spathulata (Láng) Walters, Draba verna var. boerhaavii H.C.Hall, Draba boerhaavii H.C.Hall nom. prov.):

Die Laubblätter sind dicht mit kurzen, feinen Gabelhaaren bedeckt. Einfache Haare befinden sich als Wimpern ausgebildet am Blattgrund. Die Staubbeutel der längeren Staubblätter erreichen die Narbe nicht. Die Schötchen sind etwa 1,5-mal so lang wie breit und fast rundlich.
- Frühes Hungerblümchen oder Eifrucht-Hungerblümchen (Draba praecox Steven, Syn.: Erophila verna subsp. praecox (Steven) Walters):

Die Laubblätter besitzen derbe, einfache und wenige, feine Gabelhaare. Die Staubbeutel der längeren Staubblätter erreichen oder überragen die Narben. Die Schötchen sind stumpf oder spitz, gegen den Grund etwas verschmälert und etwa doppelt so lang wie breit.
Diese Gliederung ist nicht deckungsgleich mit der beträchtlichen zytologischen Vielfalt des Artenkomplexes. Ein alternativer Gliederungsvorschlag erkennt die Sammelarten Draba verna L. s. l. (2n=30–44) und Draba glabrescens Rouy & Foucaud s. l. (2n=48–56) sowie Draba majuscula Rouy & Foucaud (2n=14) und Draba praecox Steven an.

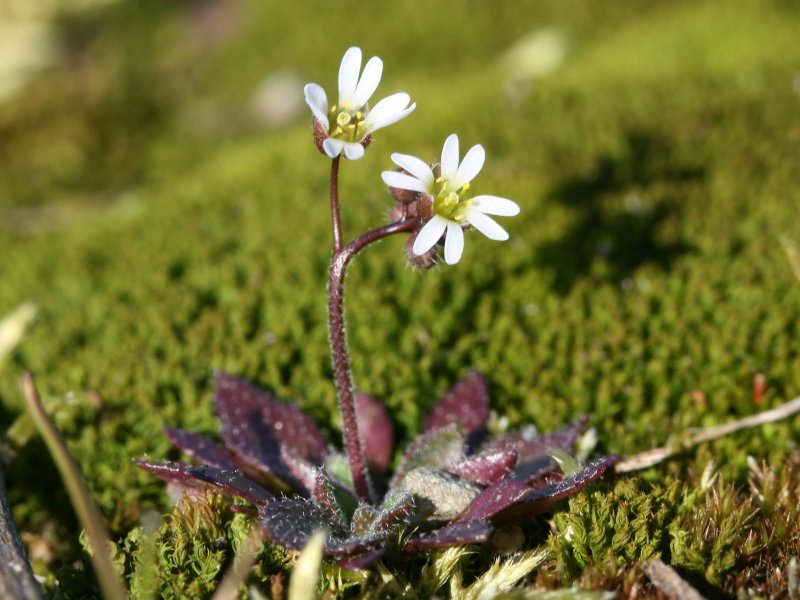
Typische Sternhaare auf der Oberseite der Blätter bei der Kleinart Draba verna s. str.

## Trivialnamen
Für das Frühlings-Hungerblümchen bestehen bzw. bestanden auch die weiteren deutschsprachigen Trivialnamen: Darbe, Gänsblum, Gänsekraut (Schlesien), unseres Herrn Gottes Löffel (Schlesien), Hunger (Sommerfeld), Hungerblome (Bremen), Hüngerblümchen (Sachsen, Dithmarschen, Württemberg), Hungerblümlein (Mark, Schlesien), Hungerkrud (Bremen), Kummer, Luchs (Dithmarschen), klein Seckelkraut, Sorge, Teschelkraut, witte Wäsel (Mecklenburg) und witt Wäselken (Mecklenburg).